# Ȗ
La U con breve invertido (mayúscula: Ȗ minúscula: ȗ), es un grafema utilizado en la fonología o notación poética del croata o esloveno. Esta es la letra u diacrítica con un acento breve invertido.

## Codificación
| forma     | representación | Puntos de código | descripción                                  |
| --------- | -------------- | ---------------- | -------------------------------------------- |
| Mayúscula | Ȗ              | U+0216           | Letra mayúscula latina u con breve invertido |
| minúscula | ȗ              | U+0217           | letra minúscula latina u con breve invertido |